# Yvan Pommaux
 (octobre 2018).
Œuvres principales
- Angelot du Lac
- Marion Duval
- Théo Toutou

Compléments
Études à l'école des Beaux-Arts de Clermont-Ferrand et à l'école des Beaux-Arts de Bourges.
Yvan Pommaux, né le 13 septembre 1946 à Vichy, est un auteur de littérature d'enfance et de jeunesse et de bande dessinée français.

## Biographie
Il suit les cours de l'École des Beaux-Arts de Clermont-Ferrand et de Bourges, où il rencontre Nicole, sa future femme. De retour à Vichy, il est chargé par son père, qui est aménageur de magasins, de dessiner les projets d'aménagement intérieur des boutiques des clients de l’entreprise familiale. Emménageant avec son épouse en 1970 à Paris, il commence par travailler comme illustrateur pour des magazines (Lui, Elle, Marie-Claire...) puis comme illustrateur-maquettiste chez Grolier, un éditeur d'encyclopédie. L'École des loisirs l'engage ensuite, tout d'abord comme maquettiste et dessinateur occasionnel pour des livres scolaires. Depuis 1972, il est auteur et illustrateur d'albums pour la jeunesse, à Vichy, puis dans la région de Tours où il vit actuellement. Nicole Pommaux intervient comme coloriste sur nombre de ses albums. Yvan Pommaux a deux filles, Jeanne et Louise, dont il s'est inspiré pour son héroïne de bande-dessinée Marion Duval. Sa fille Jeanne a elle-même collaboré avec son père sur certains projets comme coloriste.
Ses références ont été entre autres Katsushika Hokusai et Jean Fouquet, un artiste de la Renaissance. Il cite également les auteurs de littérature jeunesse que sont Arnold Lobel, Tomi Ungerer dont il apprécie le style innovant, et surtout Maurice Sendak, qui le fascine.
Il a reçu le Grand prix de la Ville de Paris en 1985. En 2015, l'ouvrage Nous, notre histoire, qu'il a coécrit avec Christophe Ylla-Somers et qu'il a illustré, est récompensé du Prix Sorcières.

## Publications
(octobre 2018).

### Albums
- Hamster Rame avec Claude et Jacqueline Held, École des loisirs, 1974.
- Lune vole avec Claude et Jacqueline Held, École des loisirs, 1976.
- Tout ça c'est des histoires, 1978.
- Thésée
- À la rivière, 1982.
- Avant la télé (album documentaire)  (ISBN 978-2-211-06863-5).
- Chico le clown amoureux (album, 1980)
- Disputes et chapeaux. (album, 1993)  (ISBN 2-211-01549-2).
- La fugue (album)
- John Chatterton (albums) :
  - John Chatterton détective (1993)
  - Lilas (1995)
  - Le grand sommeil (1998)
- Libérez Lili (album)
- Lola : 10 histoires instructives
- Une nuit un chat (album)
- La marque bleue (une histoire de Corbelle et Corbillo, album)
- Le théâtre de Corbelle et Corbillo (album)
- Tout est calme ! (album)
- Passe à Beau
- L'Île du Monstril (album)  (ISBN 2-211-06821-9), juin 2003
- Véro en mai (Mai 68 vu par les yeux d'une petite fille - mai 2008)
- Casse-tout (album, 2009)
- Il était une fois..... un jour comme les autres (variation humoristique sur le thème du conte - 2012)

### Périodiques
- Qui a volé l'Angélico ? (J'aime lire, n°38, 1980)
- Le Turcus étoilus (J'aime lire, n°51, 1981)
- Du houx dans les petis pois (J'aime lire, n°63)

### Bandes dessinées
- Angelot du Lac (bande dessinée, trois tomes)
- Marion Duval (bande dessinée, vingt-neuf tomes)
- Théo Toutou (bande dessinée, sept tomes)
- Troie, la guerre toujours recommencée (bande dessinée, un seul tome connu)
- Persée, vainqueur de la Gorgone, L'École des loisirs, 2018

### Livres jeu
- Lulu a disparu avec Claude Delafosse (livre-jeu)
- Panique au cirque  avec Claude Delafosse (livre-jeu)
- Ulysse aux milles ruses
- La Peur du Louvre avec Claude Delafosse (livre-jeu)

### Nouvelles
- Le cœur sablé de Blaise, Bayard Presse, 1979, 3 p.Publié dans le no 23 d'Astrapi, le 1er octobre 1979, p. 13-15.

### Théâtre
- Rue Marivaux

### Documentaire
- Nous, notre histoire, coécrit avec Christophe Ylla-Somers et qu'il a illustré, École des Loisirs, 2014

## Prix et récompenses
- 1985 : Grand Prix de la Ville de Paris en 1985.
- 1996 :  Prix Max et Moritz de la meilleure publication de bande dessinée pour enfants et adolescents avec John Chatterton détective
- 2003 : Bourse Goncourt jeunesse pour Avant la télé.
- 2015 : Prix Sorcières, catégorie Documentaire, pour Nous, notre histoire (avec Christophe Ylla-Somers).